# Papyrus van Qenna

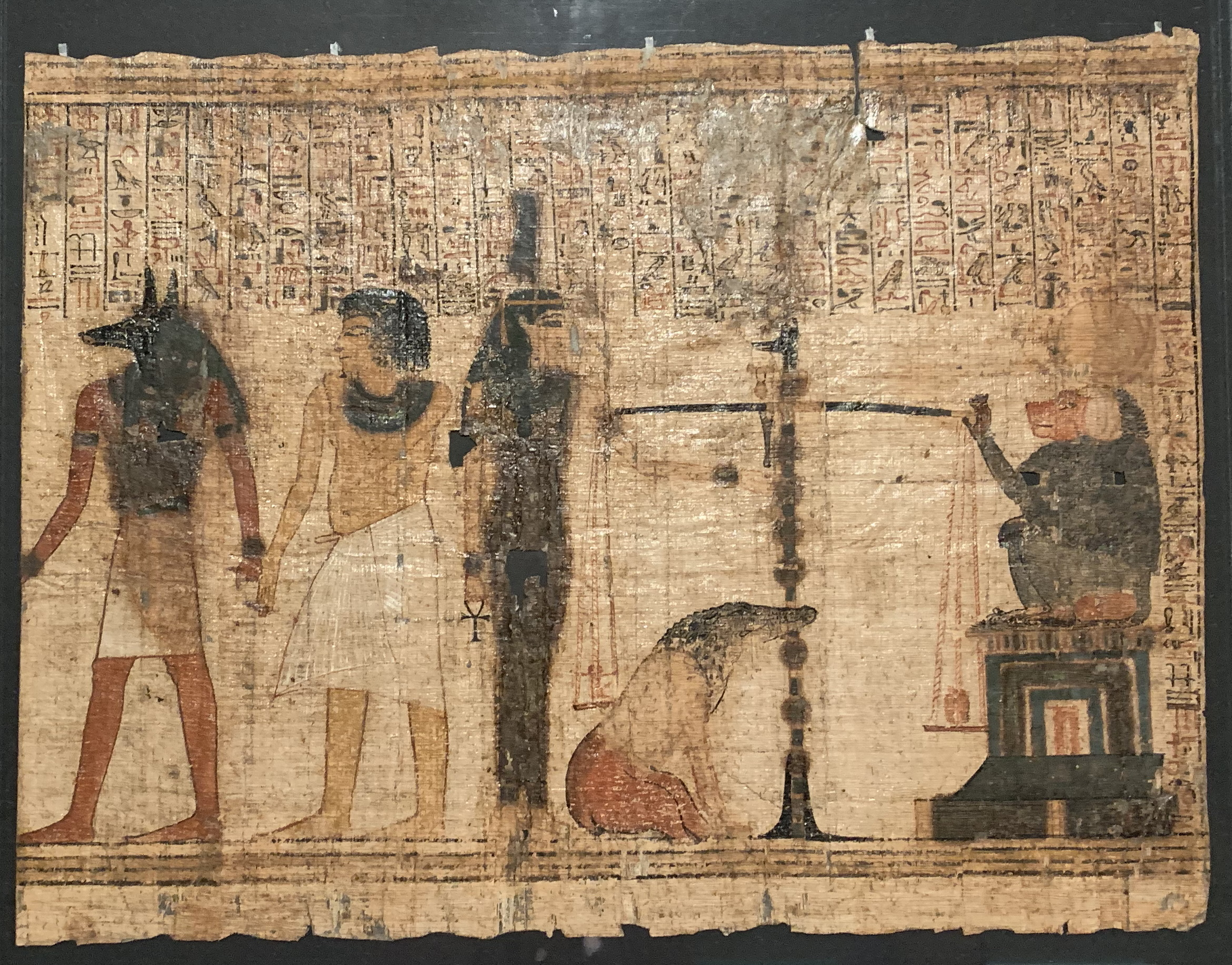
Qenna wordt bij de hand genomen door Anubis (links) met rechts ernaast de weegschaal met Maät, Thot als baviaan en Ammoet.

De Papyrus van Qenna of Dodenboek van Qenna (ook gespeld als Kenna) is het Egyptisch dodenboek van de koopman Qenna, die leefde rond 1300-1275 voor Christus. De papyrus bevindt zich in het Rijksmuseum van Oudheden in Leiden.

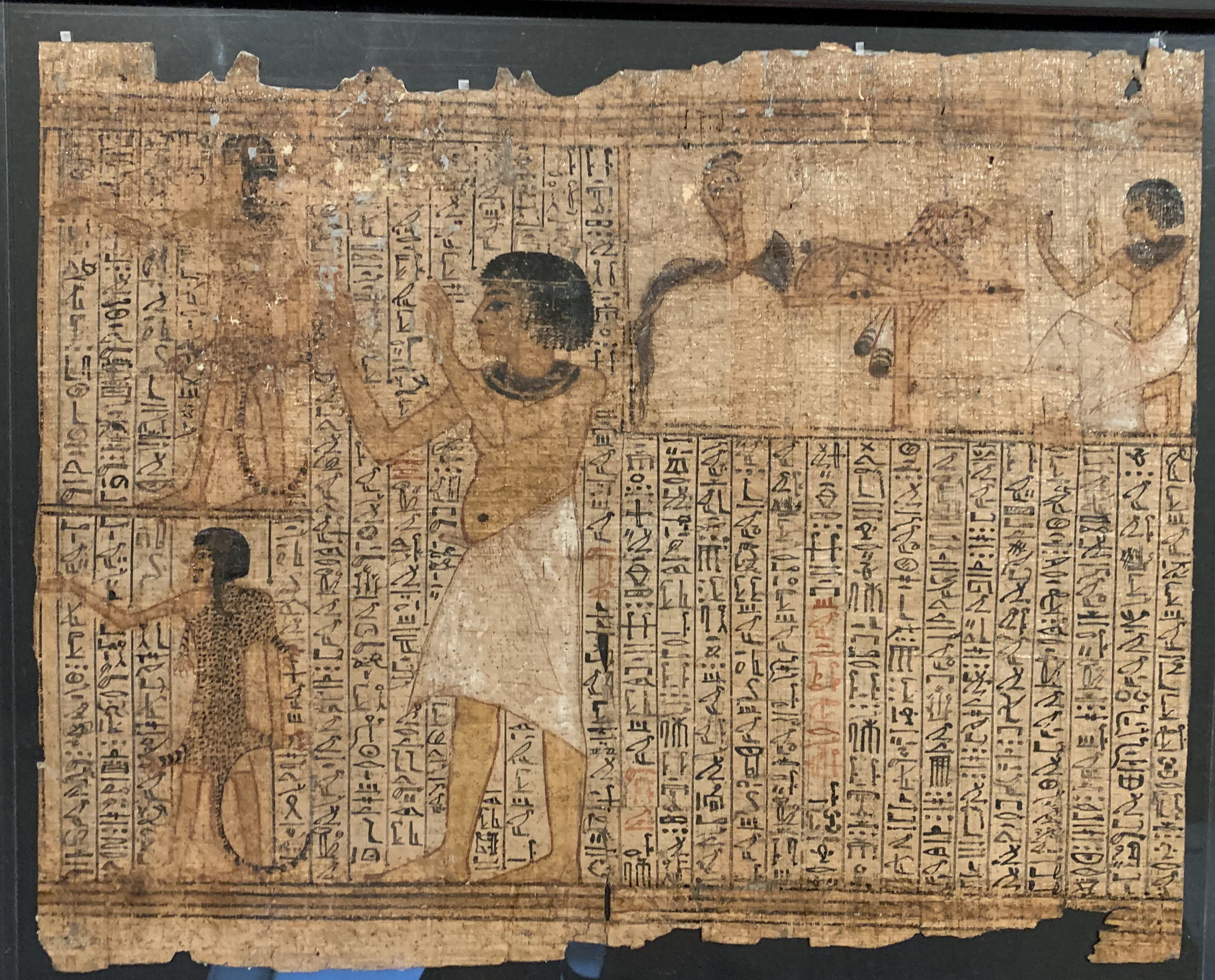
Qenna komt een leeuw tegen verbonden met de goden Osiris en Re. De beschreven spreuk houdt de leeuw tegen.

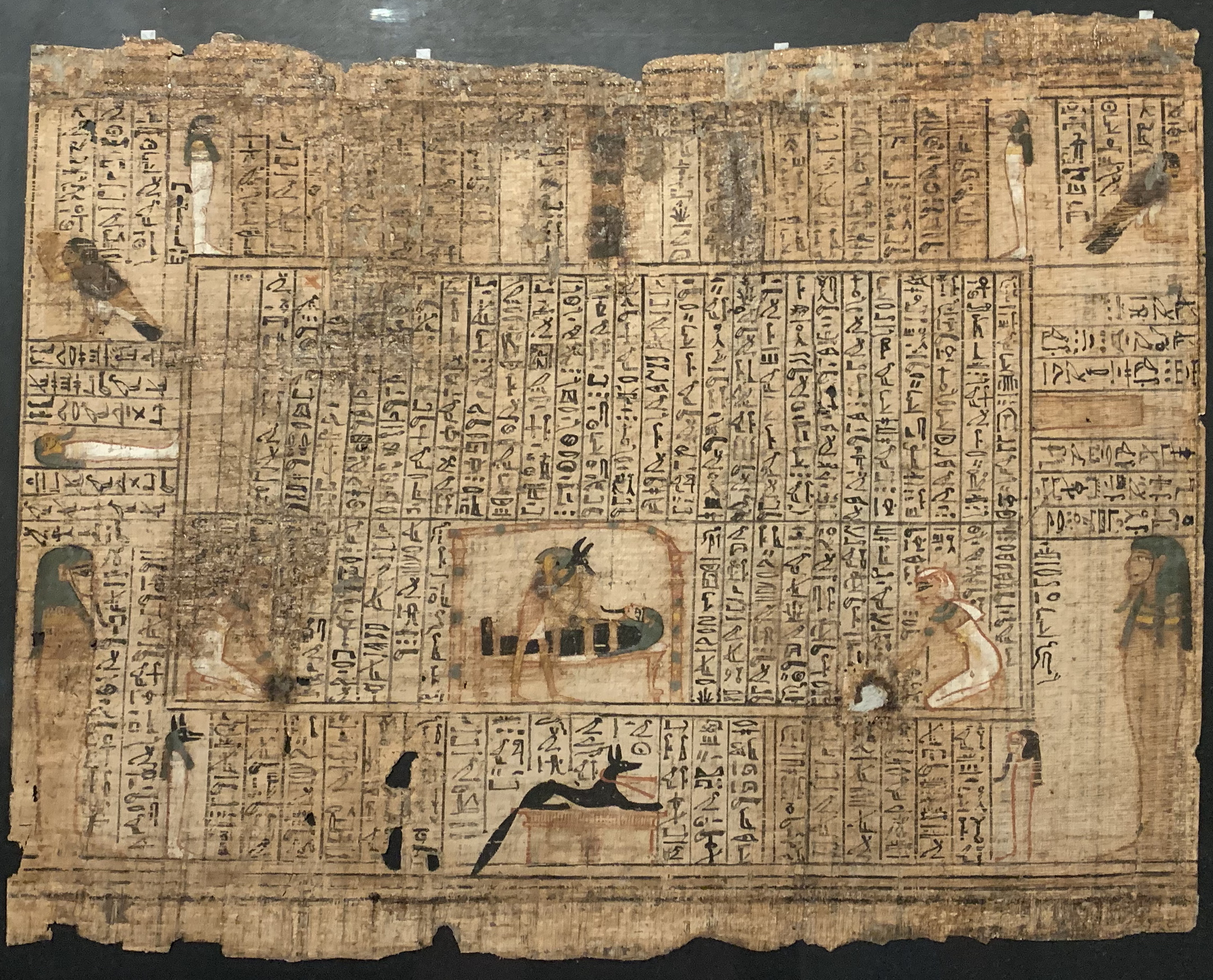
Beschermende spreuken voor de grafkamer met onder meer een speciale spreuk zodat Qenna zijn hart kan terugvinden nadat het gewogen is.

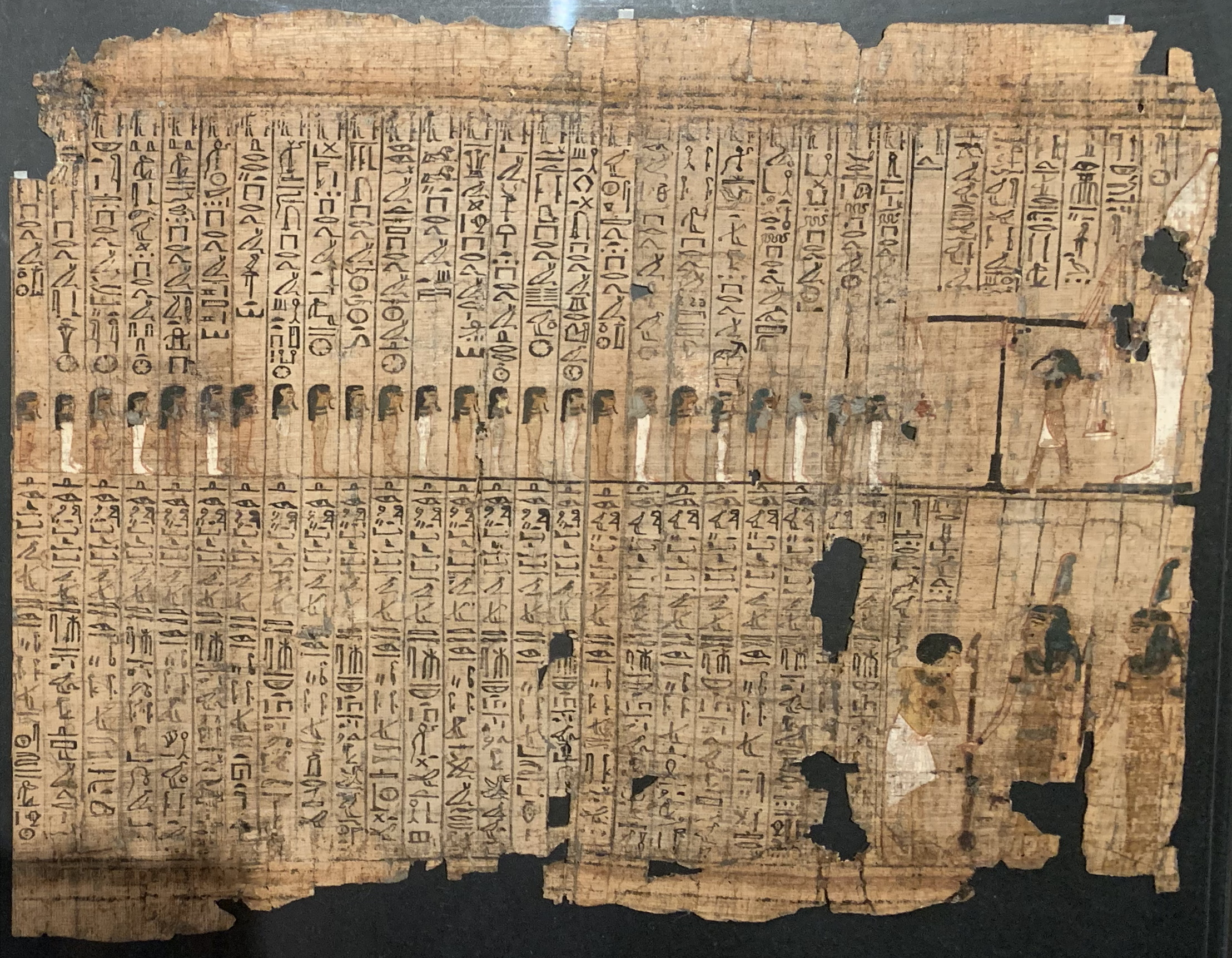
Rechtsboven: Qenna's hart wordt gewogen in de Hal van de dubbele Maät-godin waar Thot, de god van de kennis, de weegschaal controleert. Rechtsonder: Qenna buigt voor de twee Maät-godinnen. Links: Qenna wordt beoordeeld door 42 rechters, die elk een zonde, zoals liegen en stelen, controleren.

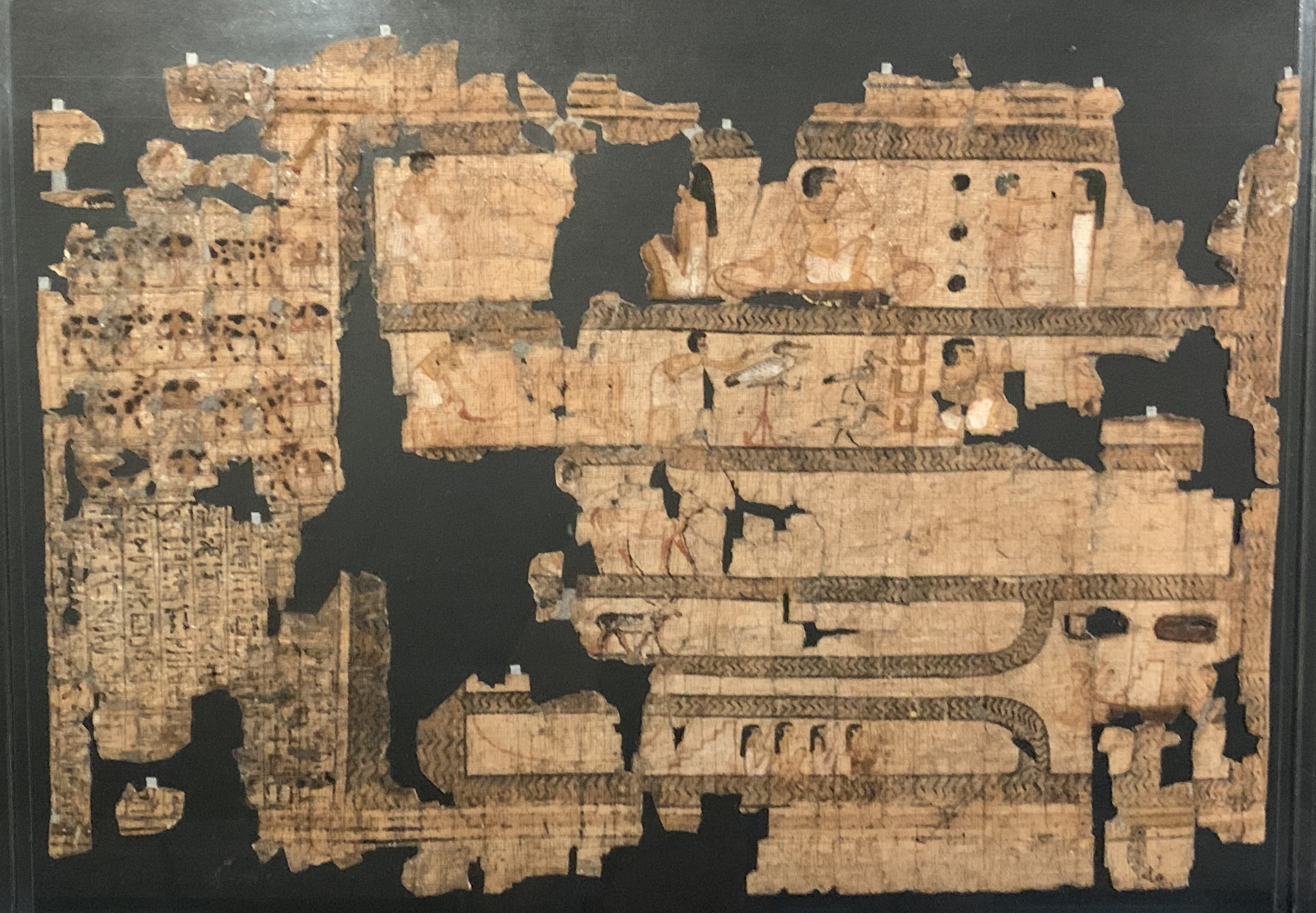
Op een boot bereikt Qenna het paradijselijke Rietmoeras, waar hij eeuwig blijft bestaan.

## Geschiedenis
Rond 1325 voor Christus werd de Egyptische koopman Qenna, zoon van Tjiy en Ta-ioe, gemummificeerd begraven in Thebe (het tegenwoordige Luxor), vergezeld van een papyrusrol met magische spreuken die hem hielpen om de gevaren en beproevingen van het dodenrijk te doorstaan. Zijn vrouw Katebet was een zangeres in de tempel van Amon in Karnak.
Rond 1825 werd hun graf gevonden, vermoedelijk door de Griek Athanasi die verklaarde dat hij de papyrus in 13 stukken gevouwen aantrof op de mummie, en verkocht aan Henry Salt, de Britse consul-generaal in Caïro. Toen diens collectie in 1835 op een veiling van Sotheby's werd aangeboden, wist Caspar Reuvens, directeur van het Rijksmuseum van Oudheden, deze papyrus voor de som van 168 pond voor het museum te bemachtigen. Het grootste deel van de collectie, waaronder de mummie van Katebet, kwam terecht in het British Museum.
Onder de leiding van Reuvens was er in 1832 in het Rijksmuseum van Oudheden een lithografieafdeling opgericht die het doel had om de museumcollectie te publiceren en op die manier toegankelijk te maken voor andere musea. Tussen 1839 en 1889 werden honderden objecten getekend en afgedrukt, waaronder ook de papyrus van Qenna. Deze werd gepubliceerd in het werk Monumens Egyptiens.
In de periode 2018-2022 werd de papyrus van Qenna uitgebreid gerestaureerd, waarbij onder meer oude lijm werd verwijderd, aangetaste stukken zoveel mogelijk werden hersteld (waarbij de publicatie uit de 19e eeuw een grote hulp was), waarna de stukken papyrus uiteindelijk tussen twee UV-werende glasplaten werden geplaatst. 
De tentoonstelling De papyrus van Qenna - magische spreuken voor het hiernamaals, die plaatsvond tussen 22 juni en 4 september 2022, was de eerste keer in de geschiedenis van het Rijksmuseum van Oudheden dat de papyrus in zijn geheel te bezichtigen was.

## Beschrijving
De papyrus is bijna 18 meter lang en is opgesneden in 38 stukken, waarschijnlijk bij aankomst in het Rijksmuseum van Oudheden in 1835/1836 (in de negentiende eeuw een gebruikelijke handeling). De papyrus bevat circa 40 spreuken. De papyrus bevat anno 2022 de langste doorlopende tekst uit de Egyptische collectie van het Museum van Oudheden. Het dodenboek staat vol schrijffoutjes, wellicht doordat de tekst is overgeschreven uit een voorbeeld waar die foutjes al inzaten of doordat de schrijver slordig was. Het 38e vel is eigenlijk het titelblad van de papyrusrol waar te lezen is: spreuken voor het uitgaan bij dag, van de Osiris, de handelaar Qenna, waar van stem, bezitter van waardigheid.